# Alpenus antemediata
Alpenus antemediata là một loài bướm đêm thuộc phân họ Arctiinae, họ Erebidae.